# Jan Verner-Carlsson

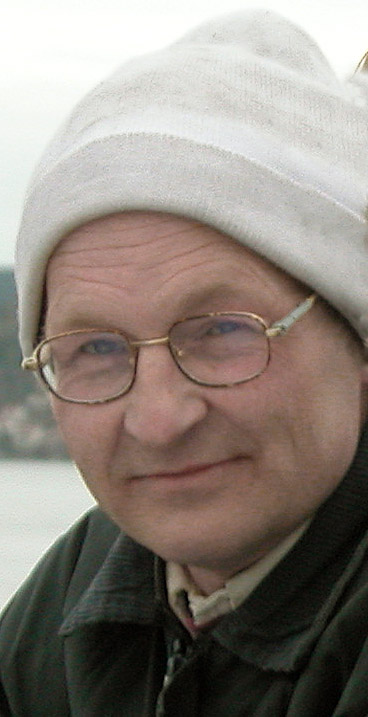
Jan Verner-Carlsson, 2003.

Jan Verner-Carlsson, född 1955, är en svensk författare och översättare, bosatt i Norge. Han har bland annat deltagit i Oslo International Poetry Festival, OIPF[när?].

## Översättningar (urval)
- Axel Jensen: Blodsband (1982)
- Jon Michelet: Orions bälte (1991)
- Orhan Pamuk: Den svarta boken (1995)
- Hayden Herrera: Frida Kahlo (1997)
- Poul Erik Tøjner: Världskonst: från Tizian till idag (1997)
- Finn Skårderud: Oro: en resa i det moderna självet (1999)
- Qiu Xiaolong: En röd hjältinnas död (2003)
- Per Petterson: Ut och stjäla hästar (2005)
- Qiu Xiaolong: När rött blir svart (2006)